# Spirito santo (uccelli)
Lo "Spirito santo" è una particolare tecnica di volo tipica degli uccelli rapaci di piccola taglia o di uccelli di altro tipo, come il martin pescatore, che pure cacciano attivamente. È stato segnalato l'uso della tecnica dello Spirito santo anche in rapaci di media taglia come la poiana comune (Buteo buteo).
L'animale, con piccoli movimenti d'ala, riesce a mantenere una posizione di stallo in un punto dello spazio anche per molti minuti; ciò dipende dal fatto che sono tenute ferme le parti prossimali delle ali mentre sono ruotate velocemente le parti distali: questo permette all'uccello di stare immobile nell'aria, formando una figura che ricorda la tipica rappresentazione dello Spirito Santo nell'iconografia classica di colomba immobile ad ali aperte.